# 大阪府立住吉高等学校
大阪府立住吉高等学校（おおさかふりつ すみよしこうとうがっこう、英: Sumiyoshi Senior High School）は、大阪府大阪市阿倍野区にある公立高等学校。

## 概要
1922年に旧制中学校として開校し、学制改革によって大阪府立住吉高等学校となった。当初は全日制普通科1学科を設置する高等学校だったが、1990年に国際教養科が併設されたのち、2005年には従来の普通科と国際教養科を再編する形で、「国際・科学高校」として専門高等学校に改編された。
国際文化科と総合科学科の2つの学科を設置している。
国際文化科は「観て、聴いて、感じる」教育に重点を置き、2泊3日の英語合宿もおこなう。国際文化科では第二外国語科目（2年次に韓国・朝鮮語、中国語、フランス語、スペイン語より1科目選択）を開講している。
総合科学科では理数教科を重点的に学ぶ。他校の理数科に比べ「実験・実習を通じ、探究心を育成する」実学に重点を置き、2泊3日で実験合宿を行っている。
中華民国（台湾）の台北市立中山女子高級中学と姉妹校提携を結んでおり、修学旅行の際に同校へ、その後に同校の生徒が来日する。春季、夏季の長期休業期には海外研修が設定され、アメリカ合衆国やオーストラリア、韓国などで学ぶことができる。
校歌はないが、生徒歌がある。制服は無く、校訓に「自主自律」を掲げる。校地には古今和歌集にうたわれた“住吉の岸の姫松”が4本自生している。

## 沿革
1922年の創立当初は大阪府立第十五中学校の仮称で、大阪府立北野中学校内に仮校舎を設置する形で発足した。翌1923年、東成郡住吉村（現在地）に校舎が完成して移転し、校名も大阪府立住吉中学校に改めた。
1947年に新制大阪市立阿倍野第四中学校（現在の大阪市立松虫中学校）に教室の一部を貸し出した。
1948年の学制改革により、新制大阪府立住吉高等学校が発足した。全日制普通科高校として出発し、大阪府立阿部野高等学校（旧制大阪府立阿部野高等女学校）と生徒を交流して男女共学となった。
一方で、義務教育の校舎確保を優先とした方針により、阿部野高等学校校舎が新制中学校校舎に転用されることになったため、阿部野高等学校は一時期住吉高等学校校舎内に移転し2校同居する形となった。新制中学校の独立校舎確保に伴い、阿部野高等学校は1951年までに元の敷地に復帰している。
1990年には国際教養科が併設され､普通科との2学科体制になった。
1999年に大阪府教育委員会が「教育改革プログラム」で全日制府立高等学校特色づくり・再編整備計画をまとめたことで、住吉高等学校は国際教育・科学教育に特化する専門高校へ改編されることとなった。準備期間を経て、2005年度より従来の普通科と国際教養科を募集停止する形で、国際文化科と総合科学科の2つの学科を設置する専門高等学校「国際・科学高校」として再編された。

### 年表
- 1922年 - 大阪府立第十五中学校として開校。
- 1923年 - 東成郡住吉村（現在地）に移転、「大阪府立住吉中学校」と改称。
- 1948年 - 学制改革に伴い、新制高校の大阪府立住吉高等学校となる。大阪府立阿部野高等学校（旧阿部野高等女学校）から生徒・教職員を交流して、男女共学が開始された。
- 1969年 - 学生運動が高揚。
- 1970年 - 約1年間の討議の末、制服の自由化を実施。
- 1990年 - 国際教養科を併設。
- 1991年 - 国際教養科の第2学年に、英語に次ぐ第2外国語（フランス語、スペイン語、中国語、韓国・朝鮮語）開講。
- 1999年 - 韓国の清潭高等学校と姉妹校となる。
- 2003年 - 文部科学省の国語教育推進校（国語力向上モデル事業）に指定（2006年度まで） 。
- 2005年 - 国際・科学高校に改編。普通科と国際教養科を募集停止し、新たに総合科学科・国際文化科を設置。
- 2007年 - 文科省スーパーサイエンスハイスクール事業校に指定（2012年度、2018年度にも継続指定）。
- 2008年 - ユネスコ・スクールに加盟。
- 2009年 - 台湾の台北市立中山女子高級中学と姉妹校となる。
- 2015年 - 大阪府教育庁から「骨太の英語力養成事業」実施校に指定される（2017年度まで）

## 出身者

### 政治・行政
- 岡村泰孝 - 元検事総長
- 左藤恵 - 元法務大臣､元衆議院議員
- 瀬古由起子 - 元衆議院議員
- 薮中三十二 - 元外務事務次官
- 堀内照文 - 元衆議院議員

### 経済
- 小笹芳央 - リンクアンドモチベーション代表取締役会長
- 小野田隆 - 元住友海上火災保険社長
- 角倉護 - 元カネカ社長。元日本ソーダ工業会会長
- 宋世羅 - 保険のフルコミッション営業、YouTuber
- 高尾吉郎 - 元日興證券社長
- 中嶋克彦 - 上新電機会長
- 宮田喜一郎 - オムロン副社長・最高技術責任者
- 若林勝三 - 元日本地震再保険会長、元沖縄開発事務次官

### 学術
- 生田幸士 - 東京大学名誉教授、名古屋大学名誉教授、大阪大学栄誉教授、紫綬褒章受章
- 磯村哲 - 法学者。元日本法社会学会理事
- 金坂清則 - 京都大学名誉教授
- 川本皓嗣 - 元大手前大学学長、東京大学名誉教授、日本学士院会員
- 酒井泰弘 - 経済学者。筑波大学名誉教授、元日本地域学会会長、元生活経済学会会長
- サキ・ドクリル - 元ロンドン大学キングス・カレッジ教授
- 佐瀬昌盛 - 国際政治学者。防衛大学校名誉教授。
- 土山牧羔 - 教育学者。大阪キリスト教短期大学学長。
- 豊島久真男 - 医学者。東京大学名誉教授、大阪大学名誉教授、文化勲章受章
- 向井正 - 元神戸大学大学院理学研究科教授
- 村井眞二 - 大阪大学名誉教授、元日本化学会会長
- 山形政昭 - 建築史家、大阪芸術大学教授
- 古川麒一郎 - 天文学者

### 文芸・芸術
- いしいしんじ - 作家
- 奥田継夫 - 児童文学作家
- 堺屋太一 - 評論家、元経済企画庁長官
- 阪田寛夫 - 作家、詩人。芥川賞受賞
- 佐々木葉二 - ランドスケープアーキテクト。鳳コンサルタント環境デザイン研究所設立者・元所長
- 庄野潤三 - 作家。芥川賞受賞
- 永井一正 - デザイナー
- 中谷巌 - エコノミスト。一橋大学名誉教授、多摩大学名誉学長
- 西垣脩 - 俳人、国文学者
- 眉村卓 - SF作家
- 水口洋治 - 詩人、甲子園短期大学の教員
- 山野浩一 - SF作家

### 芸能
- アンミカ - モデル
- 岡田泰典 - TBSテレビ広報局員、元同局アナウンサー
- 高山都 - モデル、女優
- トミーズ雅 - 漫才師
- 永田浩三 - 元NHKスペシャルプロデューサー
- 松井愛 - 毎日放送（MBS）アナウンサー
- みやなおこ - 女優。元劇団そとばこまち
- 八木早希 - 元毎日放送アナウンサー・フリーアナウンサー
- ヤナギブソン - お笑い芸人「ザ・プラン9」

### スポーツ
- 衛藤晃平 - バスケットボール指導者、富山グラウジーズヘッドコーチ
- 佐野誠三 - 元プロ野球選手

### 関係者
- 下村脩 - ボストン大学名誉教授、ノーベル化学賞受賞者。一時期旧制住吉中学へ転入。
- 伊東静雄 - 詩人。旧制住吉中学の元国語教諭。

## アクセス
- 阪堺電気軌道上町線北畠停留場